# Arpa Jeghegnadzor FC
Arpa Jeghegnadzor Football Club (arménsky: Ֆուտբոլային Ակումբ „Արփա“) byl arménský fotbalový klub sídlící ve městě Jeghegnadzor. Klub byl založen v roce 1992 jako Momik Jeghegnadzor FC, zanikl v roce 2003.

## Historické názvy
- 1992 – Momik Jeghegnadzor FC (Momik Jeghegnadzor Football Club)
- 1994 – Arpa Jeghegnadzor FC (Arpa Jeghegnadzor Football Club)

## Umístění v jednotlivých sezonách
Zdroj: 
Legenda: Z - zápasy, V - výhry, R - remízy, P - porážky, VG - vstřelené góly, OG - obdržené góly, +/- - rozdíl skóre, B - body, červené podbarvení - sestup, zelené podbarvení - postup, fialové podbarvení - reorganizace, změna skupiny či soutěže
| Arménie (1992 – 2002)                     |                       |        |    |    |   |    |    |    |     |    |        |
| Sezóny                                    | Liga                  | Úroveň | Z  | V  | R | P  | VG | OG | +/- | B  | Pozice |
| 1992                                      | Aradżin chumb         | 2      | 26 | 5  | 7 | 14 | 28 | 52 | -24 | 17 | 18.    |
| 1993                                      | Aradżin chumb – sk. A | 2      | 22 | 7  | 1 | 14 | 26 | 49 | -23 | 15 | 8.     |
| 1994                                      | Aradżin chumb         | 2      | 18 | 8  | 3 | 7  | 38 | 39 | -1  | 19 | 5.     |
| Klub byl v letech 1995 až 1998 neaktivní. |                       |        |    |    |   |    |    |    |     |    |        |
| 1999                                      | Aradżin chumb         | 2      | 16 | 2  | 2 | 12 | 11 | 46 | -35 | 8  | 8.     |
| 2000                                      | Aradżin chumb         | 2      | 16 | 7  | 4 | 9  | 28 | 16 | +12 | 26 | 5.     |
| Klub byl v roce 2001 neaktivní.           |                       |        |    |    |   |    |    |    |     |    |        |
| 2002                                      | Aradżin chumb         | 2      | 30 | 23 | 3 | 4  | 85 | 25 | +60 | 72 | 4.     |